# みやざきタオル
みやざきタオル株式会社（みやざきたおる）は、愛媛県今治市に本社を置くタオルメーカー。
1894年創業と今治市のタオルのメーカーの中でも非常に古い歴史を持っている。マスコミなどで宮崎タオルと表記されることも多い。

## 概要
宮崎商店綿布工場を先代社長の宮崎猛が譲り受け、タオル会社として創業した。昭和30年代は輸出タオルの生産工場として保税工場の認定も受け生産を続けてきたが、日本経済の高度成長とともに輸出競争力を失ったため国内需要に転換し、現在は「藍」「オーガニックコットン」を中心にタオル、コットンマフラー、コットンバッグ等を生産販売している。
「タオルがイギリスから日本に輸入されたばかりの頃、タオルはモダンで高級な織物で襟巻きとして使用されていた」という記録からヒントを得て1999年には日本初のタオルマフラーを販売した。

## 沿革
- 1896年 - 宮崎儀三郎商店として創業し綿布の製造開始。
- 1954年 - 宮崎商店の一部工場をタオル生産工場として独立しドイツ向けタオルの製造開始。
- 1970年 - 内需に転換し国内ブランドタオルの製造開始。
- 1990年 - 日本初のオーガニックコットンタオルの生産開始　藍染めタオルの生産開始。
- 1999年 - コットンマフラー販売開始。
- 2007年 - 「いまばりマフラー70」がグッドデザイン賞中小企業庁長官特別賞を受賞。
- 2010年 - 「いまばりマフラー70」で商標取得。「いまばりハンカチーフ20」でグッドデザイン賞受賞。
- 2013年
  - 10月 - 煙を防ぐぬれタオル「いまばりレスキュータオル」がグットデザイン賞のベスト100にランクイン[4][リンク切れ]。
  - 12月 - 株式会社いまばりレスキュータオルを設立[5]。